# Henri de Coene
Pour les articles homonymes, voir de Coene.
Jean Henri de Coene, né à Nederbrakel, en Flandre-Orientale, le 13 octobre 1798 et mort à Bruxelles le 6 avril 1866, est un peintre belge connu pour ses peintures de genre à caractère anecdotique et sentimental.

## Biographie
Henri (Jean Henri) de Coene, originaire de  Nederbrakel, est le fils de Jean Baptiste De Coene, sculpteur et de Marie Sabine De clercq. Il séjourne à Bruxelles lorsque le peintre Jacques-Louis David, dont il devient l'élève, y est établi. Considéré par Henri Hymans comme l'un de meilleurs élèves du maître français, il acquiert une renommée comme peintre de scènes de genre. En 1820, il obtient une médaille pour le meilleur dessin au concours du Salon de Gand. Il poursuit sa formation auprès de Joseph Paelinck et présente L'incrédulité de saint Thomas, œuvre qui lui octroie le premier prix de peinture au Salon de Bruxelles de 1827. Il obtient une chaire de professeur à l'académie royale des beaux-arts de Bruxelles et forme un grand nombre d'élèves. 
Ses sujets familiers, souvent relevés d'une pointe d'humour, lui confèrent une réputation qui gagne la France, où il réside fréquemment et où il est surnommé « le spirituel peintre belge ». Son œuvre la mieux connue est Le Vendredi, exécutée en 1837, dépeignant des paysans enfreignent la loi du jeûne, quand le curé du village entre dans leur logis. Une autre composition : Comment tu ignores le sacrement de mariage ? Paroles adressées par le curé au paysan qui vient, avec sa servante, lui demander de publier ses bans. Certaines de ses toiles semblent s'inspirer de maîtres hollandais mineurs du XVIIe siècle. Ces œuvres et d'autres eurent les honneurs de la lithographie. Il participe à l'exposition universelle de 1855 qui se tient à Paris. Sa touche méticuleuse lui valut surtout des sujets bourgeois.
Après une courte maladie, Henri de Coene meurt en son domicile, rue du Poinçon, no 35 à Bruxelles le 6 avril 1866, à l'âge de 67 ans. Il était veuf de Madeleine Dietrich, qu'il avait épousée à Bruxelles le 19 février 1823, et dont il a eu un fils. Le 10 avril, il est inhumé après des funérailles à Bruxelles, en présence d'une assistance composée de nombreux artistes, dont Louis-Eugène Simonis, directeur de l'académie de Bruxelles.

## Iconographie
Nicaise de Keyser a peint son portrait en 1837. L'œuvre est conservée aux musées royaux des beaux-arts de Belgique.

## Œuvres

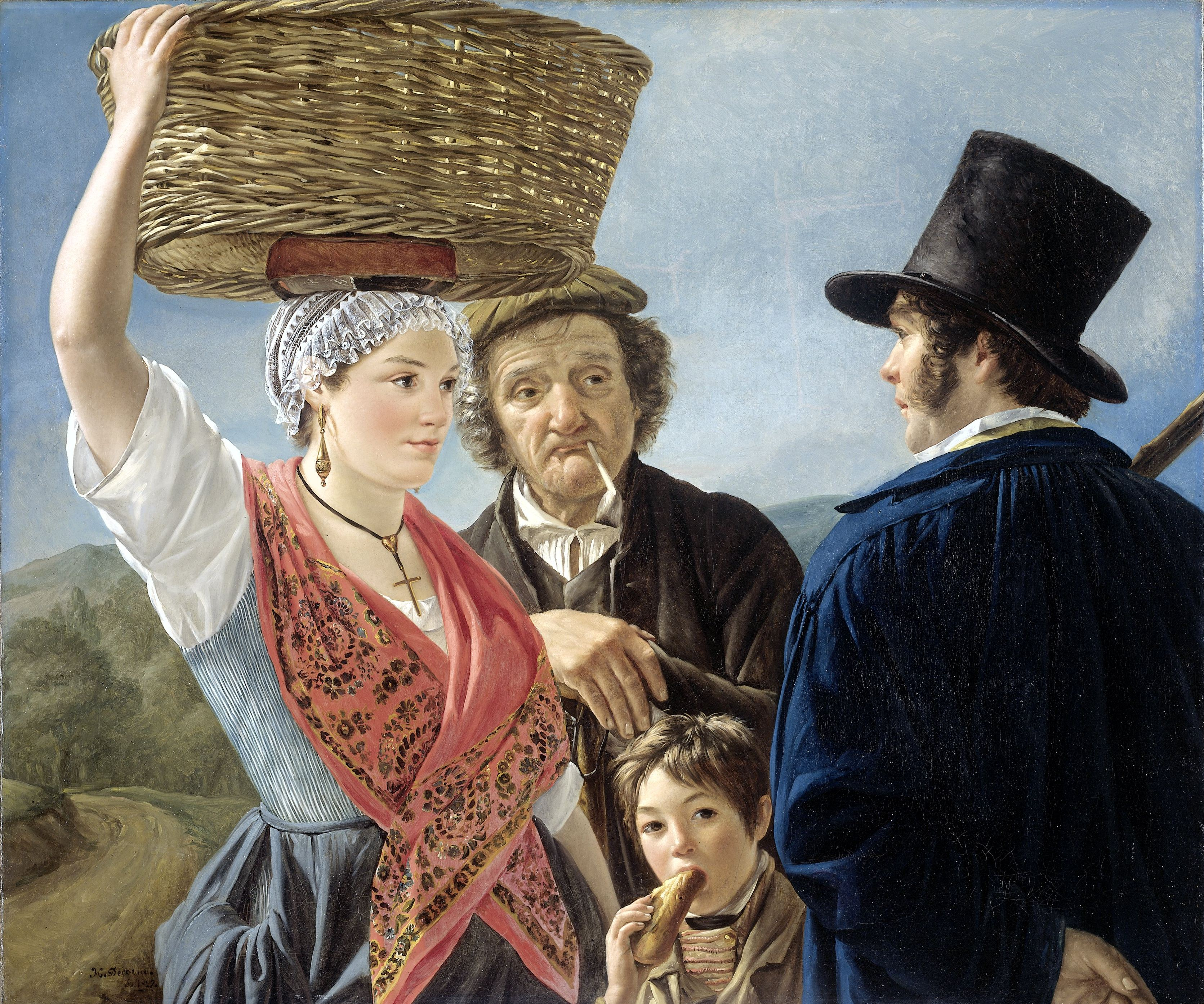
Les rumeurs du marché au Rijksmuseum, 1827.

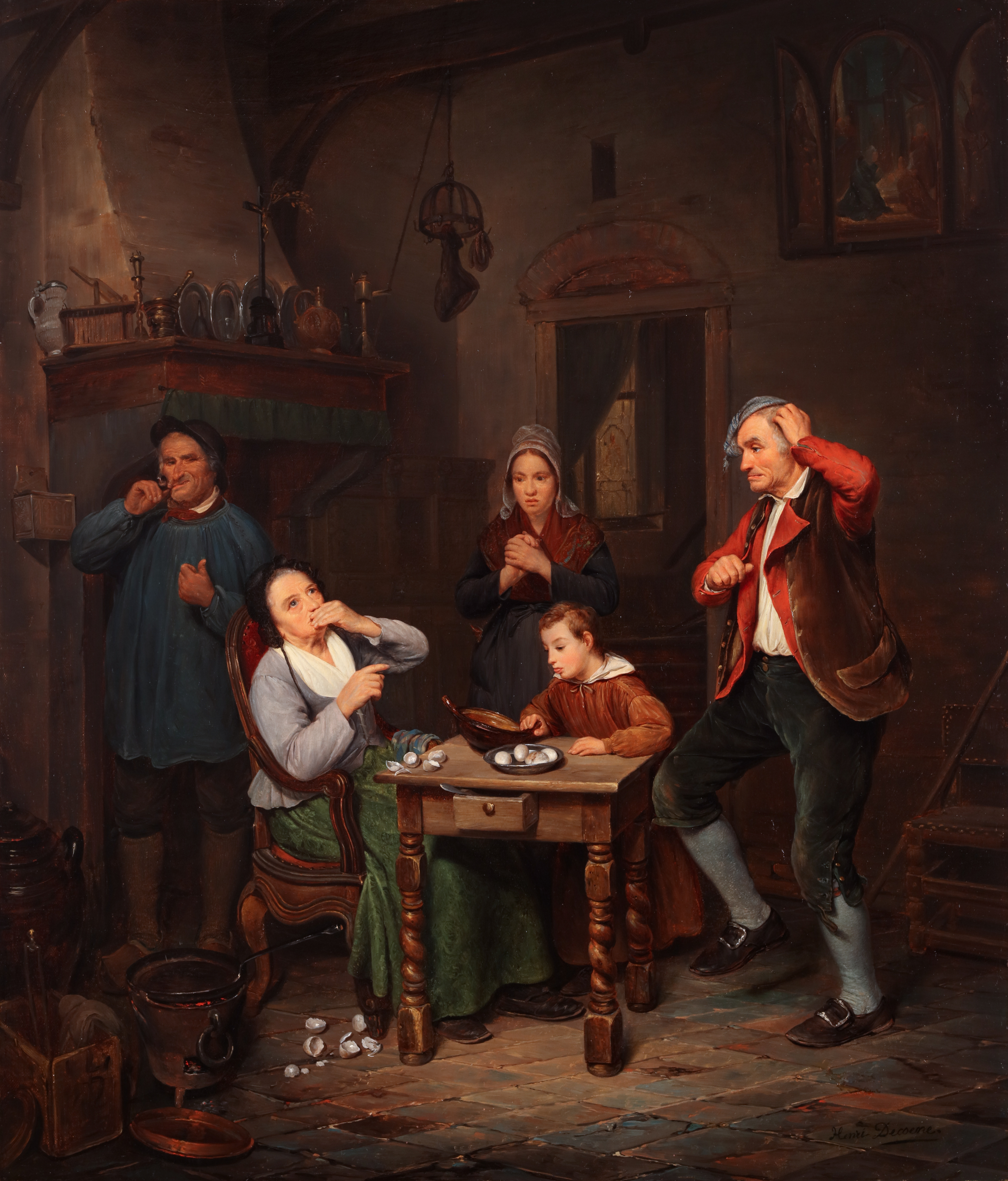
Les coquilles vides

Au Musée royal d'art moderne à Bruxelles (Musées royaux des beaux-arts de Belgique) :
- La Dentellière, huile sur bois, 31 × 26,5 cm, non datée.
- L'incrédulité de Saint-Thomas, huile sur toile, [N 2], premier prix de peinture d'histoire au Salon de Bruxelles de 1827.
- Le Portrait du peintre (autoportrait), huile sur toile, 76 × 61 cm.

Au Rijksmuseum à Amsterdam :
- Les rumeurs du marché (1827).

Au Nationalmuseum à Stockholm :
- Paysage avec des patineurs.

Dans d'autres collections :
- Portrait de Henri Lallemand.
- Le Vendredi, sujet exposé au Salon de Paris de 1837.
- Comment tu ignores le sacrement de mariage.
- Une Bamboche de cabaret.
- Un Brocanteur présentant à vendre des montres à deux paysans. Anvers, 1828.
- Un Dîner d'ouvriers.
- Un Marchand de figures en plâtre.
- Le Garde-Chasse et la Laitière.
- Un Marchand grec. Bruxelles, 1830.
- Une Rixe entre un ramoneur et un boulanger sur la Grand'Place de Bruxelles.
- Le Départ après les vacances.
- Un Sergent sapeur et une Vivandière Gand, 1832.
- Sujet pris sur le Pont-Neuf, à Paris.
- Vue de l'intérieur de la ville d'Anvers Bruxelles, 1833.
- Des anciens serviteurs de Napoléon boivent à sa santé.
- Le Puits à eau du village.
- Un Maréchal vétérinaire, animaux par M. Eugène Verboeckhoven Anvers, 1834.
- Scène de l'opéra le Tonnelier.
- L'heureux Fermier.
- Le Trésor découvert Gand, 1835.
- Le Retour d'un pèlerinage, Salon de Bruxelles de 1836.
- Misère et probité, présenté à l'exposition universelle de Paris (1855).

## Distinctions
- Chevalier de l'ordre de Léopold.
- Chevalier de l'ordre national de la Légion d'honneur.